# Paletta biellese
La paletta (in piemontese përsucc dla palëtta -
lett.: prosciutto della paletta) è un insaccato riconosciuto come prodotto agroalimentare tradizionale (P.A.T.) italiano, tipico del Biellese. In particolare la paletta prodotta nel comune di Coggiola (commercializzata anche con il marchio registrato Paletta di Coggiola), è un presidio Slow Food.

## Denominazione
Il nome del salume deriva dalla conformazione a paletta dell'osso della scapola suina sul quale si appoggia il muscolo della spalla alla base della preparazione.

## Origini

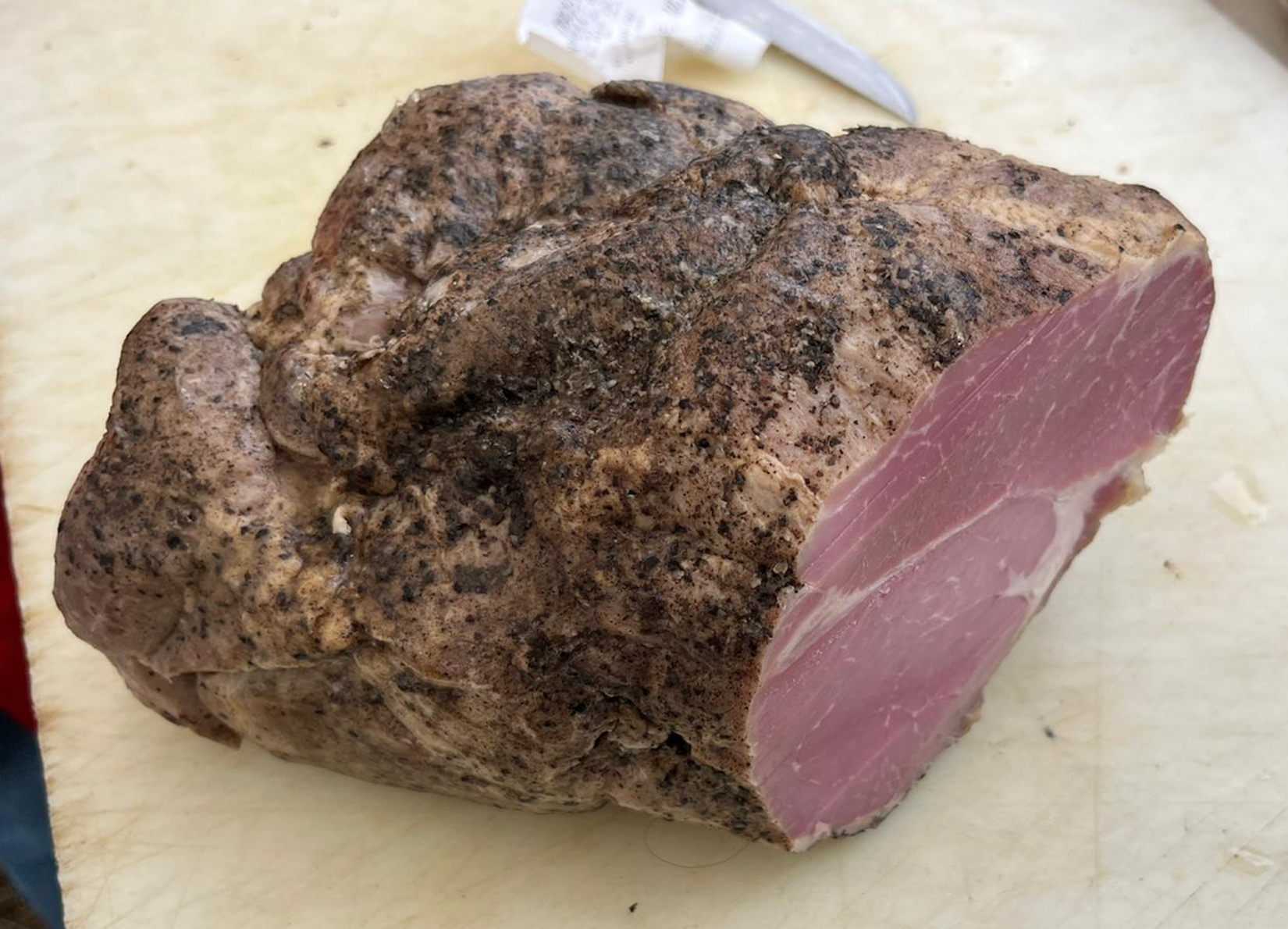
Paletta di Coggiola in trancio

La documentazione storica attesta la presenza della paletta tra le portate servite a un banchetto quattrocentesco. Questa pietanza proveniva in origine dal comune di Coggiola.
Nella tradizionale macellazione dei suini in Valsessera, effettuata da masular che giravano casa per casa, i salumi ottenuti dalla coscia erano riservati ai notabili locali e al clero mentre quelli ottenuti dalla spalla erano destinati anche a persone meno abbienti.

## Preparazione
L'insaccato viene preparato utilizzando la parte centrale della spalla del maiale, che viene tagliata in due parti, e ha un peso in genere compreso tra 0,8 e 1,3 kg. Il prodotto finito è largo sui 13 cm e lungo circa 20 cm.  La carne è mantenuta per circa tre settimane in una salamoia insaporita con bacche ed erbe aromatiche e viene quotidianamente smossa per facilitare la penetrazione del sale e dei principi aromatici. Segue l'insaccatura in vescica naturale, la legatura e la stagionatura, che si protrae per un mese. La tradizionale paletta di Coggiola prima della chiusura nella vescica prevede inoltre un‘abbondante pepatura.

## Consumo

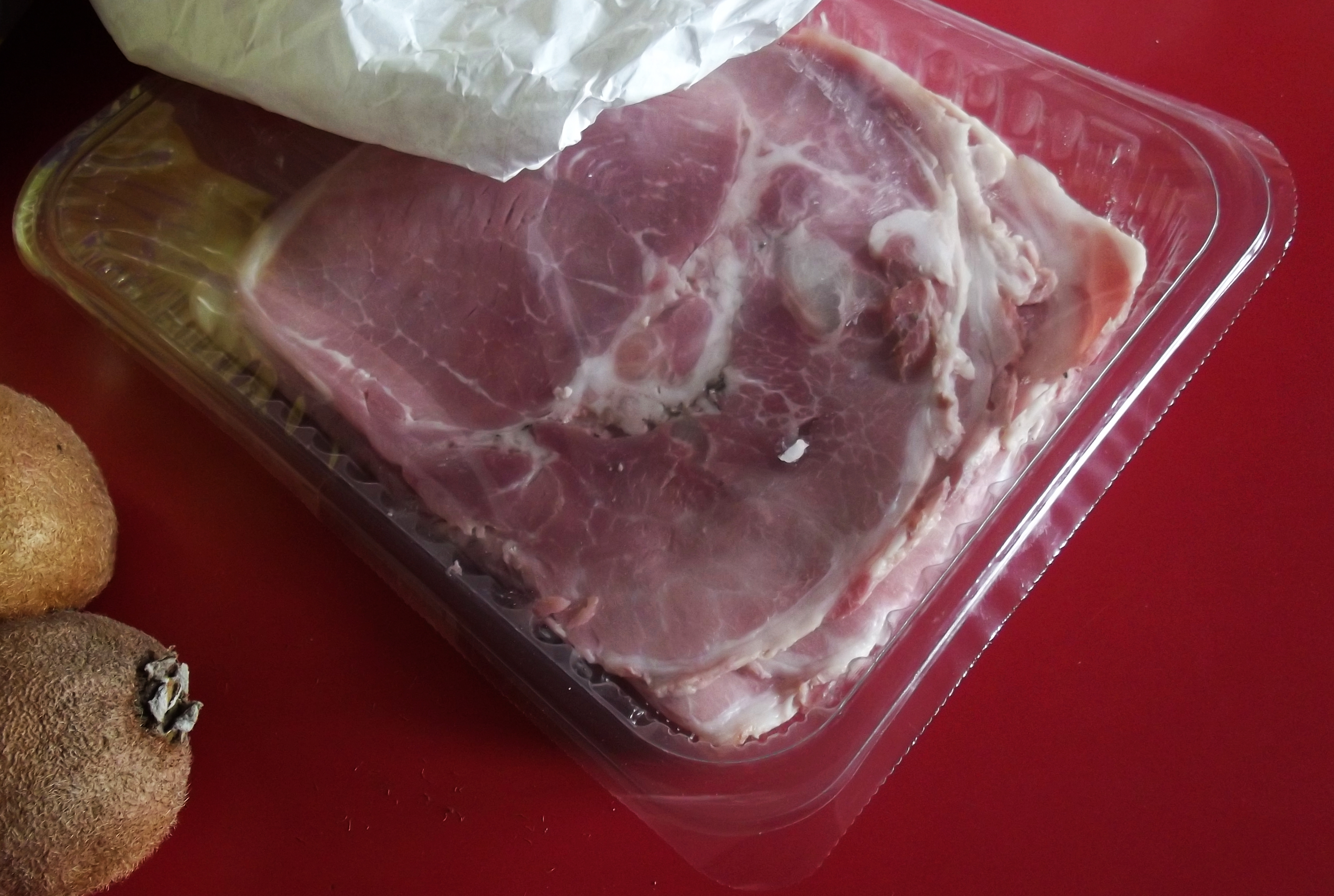
Paletta biellese affettata e preincartata

La paletta, tradizionalmente, viene venduta cruda ma consumata cotta, facendola bollire per un paio d'ore in un grosso recipiente colmo d'acqua e mantenendola appesa a un bastoncino di legno in modo che non tocchi il fondo della pentola. Può quindi essere affettata e servita come secondo, accompagnata ad esempio da patate bollite, polenta o composta di cipolle. Può anche essere consumata fredda come antipasto.
In alternativa alla cottura casalinga è possibile trovare in commercio la paletta già cotta intera oppure, in alcuni punti vendita, anche già affettata.
Il salume, in taluni casi, può essere anche consumato crudo o sotto grasso, ma il suo sapore risulta leggermente piccante.